# Pultenaea trifida
Pultenaea trifida là một loài thực vật có hoa trong họ Đậu. Loài này được J.M.Black miêu tả khoa học đầu tiên.